# Fantasia Holdings
Fantasia Holdings est une entreprise chinoise spécialisée dans le développement et la promotion immobilière.

## Histoire
En octobre 2021, Fantasia annonce faire défaut sur le remboursement d'une partie de sa dette.